# Lucy Garner
Lucy Garner (Leicestershire, 20 de septiembre de 1994) es una ciclista británica.
Debutó como profesional en 2013, con solo 19 años, tras ganar numerosos campeonatos en categoría junior o juvenil (incluyendo el Campeonato Mundial Juvenil en Ruta 2012) logrando en su primer año como profesional su primera victoria en esa categoría en una etapa del Tour de la Isla de Chongming. Tras ocho años en la élite, en septiembre de 2020 anunció su retirada al término de la temporada.
Pasó a llamarse Lucy van der Haar tras casarse en julio de 2019 con el también ciclista Lars van der Haar.

## Palmarés
2013
- 1 etapa del Tour de la Isla de Chongming

2015
- 1 etapa de La Route de France

2016
- 3.ª en el Campeonato del Reino Unido en Ruta

2020
- Tour Femenino de Dubái, más 1 etapa

## Resultados en Grandes Vueltas y Campeonatos del Mundo
Durante su carrera deportiva consiguió los siguientes puestos en las Grandes Vueltas femeninas y en los Campeonatos del Mundo en carretera:
| Carrera         | Carrera         | 2013 | 2014  | 2015 | 2016 | 2017 | 2018 | 2019 | 2020 |
| --------------- | --------------- | ---- | ----- | ---- | ---- | ---- | ---- | ---- | ---- |
|                 | Giro de Italia  | —    | 126.ª | —    | —    | —    | —    | —    | —    |
|                 | Tour de l'Aude  | X    | X     | X    | X    | X    | X    | X    | X    |
|                 | Grande Boucle   | X    | X     | X    | X    | X    | X    | X    | X    |
| Mundial en Ruta | Mundial en Ruta | Ab.  | Ab.   | Ab.  | —    | —    | —    | —    | —    |

—: no participa

ab.: abandono

X: ediciones no celebradas

## Equipos
- Shimano/Liv (2013-2014)
  - Team Argos-Shimano (2013)
  - Team Giant-Shimano (2014)
  - Team Liv-Plantur (2015)
- Wiggle High5 (2016-2018)
- Hitec Products (2019-2020)